# Historial de la Segunda División de España
| Temporada | Campeón de Segunda División        | Ascendidos a Primera División                                 | Pichichi                                              | Goles | Zamora                                        | Coef. |
| --------- | ---------------------------------- | ------------------------------------------------------------- | ----------------------------------------------------- | ----- | --------------------------------------------- | ----- |
| 1928/29   | Sevilla                            | No hubo ascensos                                              | —                                                     | —     | —                                             | —     |
| 1929/30   | Deportivo Alavés                   | Deportivo Alavés                                              | —                                                     | —     | —                                             | —     |
| 1930/31   | Valencia                           | Valencia                                                      | —                                                     | —     | —                                             | —     |
| 1931/32   | Real Betis                         | Real Betis                                                    | —                                                     | —     | —                                             | —     |
| 1932/33   | Real Oviedo                        | Real Oviedo                                                   | —                                                     | —     | —                                             | —     |
| 1933/34   | Sevilla                            | Sevilla, Atlético de Madrid                                   | —                                                     | —     | —                                             | —     |
| 1934/35   | Hércules                           | Hércules, Osasuna                                             | —                                                     | —     | —                                             | —     |
| 1935/36   | Celta de Vigo                      | Celta de Vigo, Real Zaragoza                                  | —                                                     | —     | —                                             | —     |
| 1939/40   | Real Murcia                        | Real Murcia, Real Oviedo                                      | —                                                     | —     | —                                             | —     |
| 1940/41   | Granada                            | Granada, Real Sociedad, Deportivo de La Coruña, Castellón     | —                                                     | —     | —                                             | —     |
| 1941/42   | Real Betis                         | Real Betis, Real Zaragoza                                     | —                                                     | —     | —                                             | —     |
| 1942/43   | Sabadell                           | Sabadell, Real Sociedad                                       | —                                                     | —     | —                                             | —     |
| 1943/44   | Sporting de Gijón                  | Sporting de Gijón, Real Murcia                                | —                                                     | —     | —                                             | —     |
| 1944/45   | Alcoyano                           | Alcoyano, Hércules, Celta de Vigo                             | Juan Araujo (Xerez F.C.)                              | 22    | —                                             | —     |
| 1945/46   | Sabadell                           | Sabadell, Deportivo de La Coruña                              | —                                                     | —     | —                                             | —     |
| 1946/47   | Alcoyano                           | Alcoyano, Gimnàstic de Tarragona, Real Sociedad               | —                                                     | —     | —                                             | —     |
| 1947/48   | Real Valladolid                    | Real Valladolid, Deportivo de La Coruña                       | —                                                     | —     | —                                             | —     |
| 1948/49   | Real Sociedad                      | Real Sociedad, Málaga                                         | —                                                     | —     | —                                             | —     |
| 1949/50   | Racing de Santander                | Racing de Santander, Lleida, Real Murcia, Alcoyano            | —                                                     | —     | —                                             | —     |
| 1950/51   | Sporting de Gijón, Tetuán          | Sporting de Gijón, Tetuán, Las Palmas, Real Zaragoza          | —                                                     | —     | —                                             | —     |
| 1951/52   | Real Oviedo, Málaga                | Real Oviedo, Málaga                                           | —                                                     | —     | —                                             | —     |
| 1952/53   | Osasuna, Real Jaén                 | Osasuna, Real Jaén                                            | Mauro (Avilés)                                        | 19    | —                                             | —     |
| 1952/53   | Osasuna, Real Jaén                 | Osasuna, Real Jaén                                            | Arregui (Jaén)                                        | 30    | —                                             | —     |
| 1953/54   | Deportivo Alavés, Las Palmas       | Deportivo Alavés, Las Palmas, Málaga, Hércules                | Chas (Cultural Leonesa)                               | 24    | —                                             | —     |
| 1953/54   | Deportivo Alavés, Las Palmas       | Deportivo Alavés, Las Palmas, Málaga, Hércules                | Xirau (Balompédica Linense)                           | 22    | —                                             | —     |
| 1954/55   | Cultural Leonesa, Real Murcia      | Cultural Leonesa, Real Murcia                                 | Chaves (Zaragoza)                                     | 24    | —                                             | —     |
| 1954/55   | Cultural Leonesa, Real Murcia      | Cultural Leonesa, Real Murcia                                 | Castaño (España Tánger) Gallardo (Real Murcia)        | 24    | —                                             | —     |
| 1955/56   | Osasuna, Real Jaén                 | Osasuna, Real Jaén, Condal, Real Zaragoza                     | Sabino (Osasuna)                                      | 24    | —                                             | —     |
| 1955/56   | Osasuna, Real Jaén                 | Osasuna, Real Jaén, Condal, Real Zaragoza                     | Rafa (Granada)                                        | 27    | —                                             | —     |
| 1956/57   | Sporting de Gijón, Granada         | Sporting de Gijón, Granada                                    | Ricardo (Sporting de Gijón)                           | 46    | —                                             | —     |
| 1956/57   | Sporting de Gijón, Granada         | Sporting de Gijón, Granada                                    | Araujo (Córdoba)                                      | 28    | —                                             | —     |
| 1957/58   | Real Oviedo, Real Betis            | Real Oviedo, Real Betis                                       | Lalo (Real Oviedo)                                    | 19    | —                                             | —     |
| 1957/58   | Real Oviedo, Real Betis            | Real Oviedo, Real Betis                                       | Nené (San Fernando)                                   | 24    | —                                             | —     |
| 1958/59   | Real Valladolid, Elche             | Real Valladolid, Elche                                        | Morollón (Valladolid)                                 | 23    | —                                             | —     |
| 1958/59   | Real Valladolid, Elche             | Real Valladolid, Elche                                        | Cardona (Elche)                                       | 21    | —                                             | —     |
| 1959/60   | Racing de Santander, Mallorca      | Racing de Santander, Mallorca                                 | Ribera (Ourense)                                      | 22    | —                                             | —     |
| 1959/60   | Racing de Santander, Mallorca      | Racing de Santander, Mallorca                                 | Paredes (Levante)                                     | 26    | —                                             | —     |
| 1960/61   | Osasuna, Tenerife                  | Osasuna, Tenerife                                             | Veloso (Dep. de La Coruña)                            | 24    | —                                             | —     |
| 1960/61   | Osasuna, Tenerife                  | Osasuna, Tenerife                                             | Mauri (Levante)                                       | 21    | —                                             | —     |
| 1961/62   | Deportivo de La Coruña, Córdoba    | Deportivo de La Coruña, Córdoba, Real Valladolid, Málaga      | Amancio (Dep. de La Coruña)                           | 27    | —                                             | —     |
| 1961/62   | Deportivo de La Coruña, Córdoba    | Deportivo de La Coruña, Córdoba, Real Valladolid, Málaga      | Conesa (Real Jaén)                                    | 26    | —                                             | —     |
| 1962/63   | Pontevedra, Real Murcia            | Pontevedra, Real Murcia, Espanyol, Levante                    | Olano (Real Sociedad)                                 | 31    | —                                             | —     |
| 1962/63   | Pontevedra, Real Murcia            | Pontevedra, Real Murcia, Espanyol, Levante                    | Navarro (Mestalla)                                    | 20    | —                                             | —     |
| 1963/64   | Deportivo de La Coruña, Las Palmas | Deportivo de La Coruña, Las Palmas                            | Abel Fernández (Racing de Santander)                  | 27    | —                                             | —     |
| 1963/64   | Deportivo de La Coruña, Las Palmas | Deportivo de La Coruña, Las Palmas                            | Arana (Hércules)                                      | 21    | —                                             | —     |
| 1964/65   | Pontevedra, Mallorca               | Pontevedra, Mallorca, Sabadell, Málaga                        | Lizarralde (Indautxu)                                 | 21    | —                                             | —     |
| 1964/65   | Pontevedra, Mallorca               | Pontevedra, Mallorca, Sabadell, Málaga                        | Martínez (Real Valladolid) Miguel (Granada)           | 17    | —                                             | —     |
| 1965/66   | Deportivo de La Coruña, Hércules   | Deportivo de La Coruña, Hércules, Granada                     | Abel Fernández (Celta de Vigo)                        | 26    | —                                             | —     |
| 1965/66   | Deportivo de La Coruña, Hércules   | Deportivo de La Coruña, Hércules, Granada                     | Mendi (Ceuta)                                         | 18    | —                                             | —     |
| 1966/67   | Real Sociedad, Málaga              | Real Sociedad, Málaga, Real Betis                             | Solabarrieta (Sporting de Gijón)                      | 24    | —                                             | —     |
| 1966/67   | Real Sociedad, Málaga              | Real Sociedad, Málaga, Real Betis                             | Serafín García Muñóz (Real Murcia)                    | 21    | —                                             | —     |
| 1967/68   | Deportivo de La Coruña, Granada    | Deportivo de La Coruña, Granada                               | Abel Fernández (Celta de Vigo) Rivera (Celta de Vigo) | 17    | —                                             | —     |
| 1967/68   | Deportivo de La Coruña, Granada    | Deportivo de La Coruña, Granada                               | Barrios (Tenerife)                                    | 15    | —                                             | —     |
| 1968/69   | Sevilla                            | Sevilla, Celta de Vigo, Mallorca                              | Quino (Real Betis)                                    | 33    | —                                             | —     |
| 1969/70   | Sporting de Gijón                  | Sporting de Gijón, Málaga, Espanyol                           | Quini (Sporting de Gijón)                             | 24    | —                                             | —     |
| 1970/71   | Real Betis                         | Real Betis, Burgos, Deportivo de La Coruña, Córdoba           | Santillana (Racing de Santander) Cuesta (Córdoba)     | 17    | —                                             | —     |
| 1971/72   | Real Oviedo                        | Real Oviedo, Castellón, Real Zaragoza                         | Galán (Real Oviedo)                                   | 23    | —                                             | —     |
| 1972/73   | Real Murcia                        | Real Murcia, Elche, Racing de Santander                       | Illán (Rayo Vallecano)                                | 20    | —                                             | —     |
| 1973/74   | Real Betis                         | Real Betis, Hércules, Salamanca                               | Baena (Cádiz)                                         | 23    | —                                             | —     |
| 1974/75   | Real Oviedo                        | Real Oviedo, Racing de Santander, Sevilla                     | Cioffi (Castellón)                                    | 22    | —                                             | —     |
| 1975/76   | Burgos                             | Burgos, Celta de Vigo, Málaga                                 | Burguete (Córdoba) Illán (Tenerife)                   | 19    | —                                             | —     |
| 1976/77   | Sporting de Gijón                  | Sporting de Gijón, Cádiz, Rayo Vallecano                      | Quini (Sporting de Gijón)                             | 27    | —                                             | —     |
| 1977/78   | Real Zaragoza                      | Real Zaragoza, Recreativo de Huelva, Celta de Vigo            | Castro (Dep. de La Coruña)                            | 24    | —                                             | —     |
| 1978/79   | Almería                            | Almería, Málaga, Real Betis                                   | Iriguíbel (Osasuna)                                   | 24    | —                                             | —     |
| 1979/80   | Real Murcia                        | Real Murcia, Real Valladolid, Osasuna                         | Iriguíbel (Osasuna)                                   | 19    | —                                             | —     |
| 1980/81   | Castellón                          | Castellón, Cádiz, Racing de Santander                         | Magdaleno (Burgos)                                    | 17    | —                                             | —     |
| 1981/82   | Celta de Vigo                      | Celta de Vigo, Salamanca, Málaga                              | Lucas (Celta de Vigo)                                 | 27    | —                                             | —     |
| 1982/83   | Real Murcia                        | Real Murcia, Cádiz, Mallorca                                  | José Luis (Dep. de La Coruña)                         | 16    | —                                             | —     |
| 1983/84   | Real Madrid Castilla               | Hércules, Racing de Santander, Elche                          | Julio Salinas (Bilbao Athletic)                       | 23    | —                                             | —     |
| 1984/85   | Las Palmas                         | Las Palmas, Cádiz, Celta de Vigo                              | Mejías II (Cádiz)                                     | 17    | —                                             | —     |
| 1985/86   | Real Murcia                        | Real Murcia, Sabadell, Mallorca                               | Alcañiz (Castellón)                                   | 23    | —                                             | —     |
| 1986/87   | Valencia                           | Valencia, Celta de Vigo, Logroñés                             | Baltazar (Celta de Vigo)                              | 34    | Echevarría (Sestao)                           | 0,65  |
| 1987/88   | Málaga                             | Málaga, Elche, Real Oviedo                                    | Carlos (Real Oviedo)                                  | 26    | Ferrer (Figueres)                             | 0,76  |
| 1988/89   | Castellón                          | Castellón, Rayo Vallecano, Tenerife, Mallorca                 | Quique Estebaranz (Racing de Santander)               | 23    | Ezaki (Mallorca)                              | 0,53  |
| 1989/90   | Real Burgos                        | Real Burgos, Real Betis, Espanyol                             | Pepe Mel (Betis)                                      | 23    | Bastón (Real Burgos)                          | 0,63  |
| 1990/91   | Albacete                           | Albacete Balompié, Deportivo de La Coruña                     | Comas (Murcia)                                        | 23    | Liaño (Sestao)                                | 0,71  |
| 1991/92   | Celta de Vigo                      | Celta de Vigo, Rayo Vallecano                                 | Gudelj (Celta de Vigo)                                | 26    | Garmendia (Eibar)                             | 0,58  |
| 1992/93   | Lleida                             | Lleida, Real Valladolid, Racing de Santander                  | Aquino (Mérida)                                       | 19    | Ravnić (Lleida)                               | 0,50  |
| 1993/94   | Espanyol                           | Espanyol, Real Betis, Compostela                              | Aquino (Real Betis)                                   | 26    | Toni (Español)                                | 0,66  |
| 1994/95   | Mérida                             | Mérida, Rayo Vallecano, Salamanca                             | Puche II (Palamós)                                    | 21    | Leal (Mérida)                                 | 0,50  |
| 1995/96   | Hércules                           | Hércules, Logroñés, Extremadura                               | Manel (Logroñés)                                      | 27    | Garmendia (Eibar)                             | 0,83  |
| 1996/97   | Mérida                             | Mérida, Salamanca, Mallorca                                   | Pauleta (Salamanca) Yordi (Atlético "B")              | 19    | Emilio (Badajoz)                              | 0,61  |
| 1997/98   | Deportivo Alavés                   | Deportivo Alavés, Extremadura, Villarreal                     | Gluščević (Extremadura)                               | 24    | Leal (Deportivo Alavés)                       | 0,56  |
| 1998/99   | Málaga                             | Málaga, Numancia, Sevilla, Rayo Vallecano                     | Catanha (Málaga) Sequeiros (Atlético "B")             | 25    | Cicović (Las Palmas)                          | 0,73  |
| 1999/00   | Las Palmas                         | Las Palmas, Osasuna, Villarreal                               | Salillas (Levante)                                    | 20    | Nuno (Mérida)                                 | 0,75  |
| 2000/01   | Sevilla                            | Sevilla, Real Betis, Tenerife                                 | Salva (Atlético de Madrid)                            | 20    | César (Recreativo de Huelva)                  | 0,61  |
| 2001/02   | Atlético de Madrid                 | Atlético de Madrid, Racing de Santander, Recreativo de Huelva | Diego Alonso (Atlético de Madrid)                     | 22    | Manuel Almunia (Eibar)                        | 0,56  |
| 2002/03   | Real Murcia                        | Real Murcia, Real Zaragoza, Albacete                          | Perera (Albacete)                                     | 22    | Reinke (Murcia)                               | 0,53  |
| 2003/04   | Levante                            | Levante, Getafe, Numancia                                     | Rubén Castro (Las Palmas)                             | 22    | Toño (Recreativo de Huelva)                   | 0,68  |
| 2004/05   | Cádiz                              | Cádiz, Celta de Vigo, Deportivo Alavés                        | Mario Bermejo (Racing Ferrol)                         | 26    | Armando Ribeiro (Cádiz)                       | 0,65  |
| 2005/06   | Recreativo de Huelva               | Recreativo de Huelva, Gimnàstic de Tarragona, Levante         | Ikechukwu Uche (Recreativo de Huelva)                 | 20    | Roberto (Sporting de Gijón)                   | 0,82  |
| 2006/07   | Real Valladolid                    | Real Valladolid, Almería, Real Murcia                         | Marcos Márquez (Las Palmas)                           | 21    | Alberto (Real Valladolid)                     | 0,80  |
| 2007/08   | Numancia                           | Numancia, Málaga, Sporting de Gijón                           | Yordi (Xerez)                                         | 20    | Carlos Sánchez (Castellón)                    | 0,82  |
| 2008/09   | Xerez                              | Xerez, Real Zaragoza, Tenerife                                | Nino (Tenerife)                                       | 29    | Cobeño (Rayo Vallecano) Bravo (Real Sociedad) | 0,88  |
| 2009/10   | Real Sociedad                      | Real Sociedad, Hércules, Levante                              | Jorge Molina (Elche)                                  | 26    | Vicente Guaita (Recreativo de Huelva)         | 0,80  |
| 2010/11   | Real Betis                         | Real Betis, Rayo Vallecano, Granada                           | Jonathan Soriano (Barcelona "B")                      | 32    | Andrés Fernández (Huesca)                     | 0,84  |
| 2011/12   | Deportivo de La Coruña             | Deportivo de La Coruña, Celta de Vigo, Real Valladolid        | Leonardo Ulloa (Almería)                              | 28    | Jaime Jiménez (Real Valladolid)               | 0,90  |
| 2012/13   | Elche                              | Elche, Villarreal, Almería                                    | Charles Dias (Almería)                                | 27    | Manu Herrera (Elche)                          | 0,64  |
| 2013/14   | Eibar                              | Eibar, Dep. de La Coruña, Córdoba                             | Borja Viguera (Deportivo Alavés)                      | 25    | Xabi Irureta (Eibar)                          | 0,67  |
| 2014/15   | Real Betis                         | Real Betis, Sporting de Gijón, Las Palmas                     | Rubén Castro (Real Betis)                             | 32    | Iván Cuéllar (Sp. de Gijón)                   | 0,58  |
| 2015/16   | Deportivo Alavés                   | Deportivo Alavés, Leganés, Osasuna                            | Sergio León (Elche)                                   | 22    | Isaac Becerra (Girona)                        | 0,67  |
| 2016/17   | Levante                            | Levante, Girona, Getafe                                       | Joselu Moreno (Lugo)                                  | 22    | Raúl Fernández (Levante)                      | 0,67  |
| 2017/18   | Rayo Vallecano                     | Rayo Vallecano, Huesca, Real Valladolid                       | Jaime Mata (Real Valladolid)                          | 33    | Cifuentes (Cádiz)                             | 0,69  |
| 2018/19   | Osasuna                            | Osasuna, Granada, Mallorca                                    | Álvaro Giménez (Almería)                              | 20    | Rui Silva (Granada)                           | 0,68  |
| 2019/20   | Huesca                             | Huesca, Cádiz, Elche                                          | Christian Stuani (Girona)                             | 27    | Munir Mohamedi (Málaga)                       | 0,78  |
| 2020/21   | Espanyol                           | Espanyol, Mallorca, Rayo Vallecano                            | Raúl de Tomás (Espanyol)                              | 23    | Diego López (Espanyol)                        | 0,63  |
| 2021/22   | Almería                            | Almería, Real Valladolid, Girona                              | Christian Stuani (Girona)                             | 24    | Fernando (Almería)                            | 0,80  |
| 2022/23   | Granada                            | Granada, Las Palmas, Deportivo Alavés                         | Myrto Uzuni (Granada)                                 | 23    | Raúl Fernández (Granada)                      | 0,66  |
| 2023/24   | Leganés                            | Leganés, Real Valladolid, Español                             | Martin Braithwaite (Espanyol)                         | 22    | Diego Conde (Leganés)                         | 0,67  |
| 2024/25   | Levante                            | Levante, Elche, Real Oviedo                                   | Luis Suárez (Almería)                                 | 27    | Matías Dituro (Elche)                         | 0,87  |